# Высотино (Рыбинский район)
Высотино— деревня в Рыбинском районе Красноярского края в составе  Александровского сельсовета.

## География
Находится примерно в 6 километрах по прямой на север-северо-запад от районного центра города Заозёрный на левом берегу реки Барга. С севера к деревне примыкает территория ЗАТО город Зеленогорск, дорога в который проходит по западной окраине деревни.

## Климат
Климат резко континентальный. Зима суровая, средние температуры января составляют –19—21 °С, критические — от –45 до –52 °С. Лето преимущественно жаркое, солнечное, со средними температурами июля +19—25 °С, максимальные: +34—38 °С. 

## История
Деревня основана в 1826 году. В 1926 году учтено было 859 жителей, преимущественно русских.

## Население
Постоянное население составляло 87 человек в 2002 году (93% русские),  76 в 2010.